# Julio César Cáceres
Julio César Cáceres López (* 5. Oktober 1979 in San José dos Arroyos) ist ein ehemaliger paraguayischer Fußballspieler. Er war langjähriger Spieler der paraguayischen Nationalmannschaft, mit der er an drei Fußball-Weltmeisterschaften teilnahm.

## Karriere

### Verein
Nachdem er in der Jugend für Sportivo San José gespielt hatte, begann der Abwehrspieler  1999 seine Profikarriere bei Olimpia Asunción. Mit diesem Verein konnte er 1999 und 2000 die Meisterschaft von Paraguay erringen, sowie 2002 den südamerikanischen Kontinentalwettbewerb Copa Libertadores und 2003 die Recopa Sudamericana, eine Art südamerikanischen Supercup. Bis 2004 bestritt er für Olimpia Asunción 91 Ligaspiele, in denen er 7 Tore schoss.
2004 wechselte er nach Frankreich zum FC Nantes. Für diesen Verein bestritt er jedoch nur zwölf Spiele und wurde in der folgenden Saison zum brasilianischen Club Atlético Mineiro verliehen, wo es besser für ihn lief (20 Spiele und 3 Tore). Der FC Nantes verlieh ihn für die Saison 2006/2007 erst an den argentinischen Spitzenklub River Plate, für den er 15 Spiele bestritt und danach an Gimnàstic de Tarragona in Spanien (11 Spiele). Anschließend stand er 2007 bei UANL Tigres in Mexiko (32 Spiele/2 Tore) unter Vertrag. Von Januar 2008 bis Januar 2010 spielte er für die Boca Juniors in Argentinien. Für diesen Verein trat er in 54 Spielen an und schoss dabei ein Tor. 2010 spielte er erneut bei Atlético Mineiro in Brasilien. Dort kam er in der Saison 2010 auf acht Einsätze.
Anfang 2011 kehrte Cáceres zu seinem ersten Profiverein Olimpia Asunción zurück, mit dem er die Clausura 2011 und damit die Meisterschaft gewann. Anfang 2013 wechselte er zum Ligakonkurrenten Club Guaraní, wo er einige Jahre als Stammspieler in der Abwehr fungierte. Mit Guaraní konnte er die Clausura 2016 gewinnen. Mitte 2018 kehrte er abermals zu Olimpia zurück und wurde 2018 und 2019 erneut zweimal Meister in Paraguay.

### Nationalmannschaft
Cáceres war in den 2000er Jahren fester Bestandteil der paraguayischen Nationalmannschaft und absolvierte insgesamt 66 Länderspiele, in denen er zwei Tore erzielte. Er nahm an drei Weltmeisterschaften 2002, 2006 und 2010 teil. 2002 und 2006 stand er in den insgesamt sieben Spielen von Paraguay stets in der Startelf. Beim mit dem Viertelfinaleinzug besten Abschneidens Paraguays bei einer Weltmeisterschaft im Jahr 2010 kam er nur beim letzten Gruppenspiel gegen Neuseeland zum Einsatz. Dies war gleichzeitig sein letztes Spiel für die Nationalmannschaft.
2007 nahm er an der Copa América teil und führte nach dem verletzungsbedingten Ausscheiden des eigentlichen Kapitäns und Torhüters Justo Villar im zweiten Gruppenspiel die Mannschaft als Kapitän bis ins Viertelfinale.

## Erfolge
- Paraguayischer Meister: 1999, 2000, 2011, 2016, 2018, 2019
- Argentinischer Meister: 2008-A
- Campeonato Mineiro: 2010
- Sieger der Copa Libertadores: 2002
- Sieger der Recopa Sudamericana: 2003